# Nuoto ai campionati mondiali di nuoto 2013 - 800 metri stile libero femminili
Le batterie si sono svolte la mattina del 2 agosto 2013, mentre la finale si è svolta la sera del 3 agosto 2013.

## Medaglie
| Posizione | Atleta        | Paese         |
| --------- | ------------- | ------------- |
| Oro       | Katie Ledecky | Stati Uniti   |
| Argento   | Lotte Friis   | Danimarca     |
| Bronzo    | Lauren Boyle  | Nuova Zelanda |

## Record
Prima della manifestazione il record del mondo (WR) e il record dei campionati (CR) erano i seguenti.
| Record mondiale       | 8'14"10 | Rebecca Adlington Gran Bretagna | 16 agosto 2008 Pechino, Cina |
| Record dei campionati | 8'15"92 | Lotte Friis Danimarca           | 1º agosto 2009 Roma, Italia  |

Durante la competizione è stato battuto il seguente record:
| Data     | Evento | Atleta        | Nazione     | Tempo   | Record |
| -------- | ------ | ------------- | ----------- | ------- | ------ |
| 3 agosto | Finale | Katie Ledecky | Stati Uniti | 8'13"86 | ,      |

## Risultati

### Batterie
| Pos. | Batteria | Corsia | Atleta                    | Nazionalità                   | Tempo    | Note |
| ---- | -------- | ------ | ------------------------- | ----------------------------- | -------- | ---- |
| 1    | 4        | 4      | Katie Ledecky             | Stati Uniti                   | 8'20"65  | Q    |
| 2    | 2        | 5      | Lauren Boyle              | Nuova Zelanda                 | 8'21"00  | Q    |
| 3    | 4        | 5      | Lotte Friis               | Danimarca                     | 8'23"00  | Q    |
| 4    | 2        | 4      | Mireia Belmonte           | Spagna                        | 8'25"03  | Q    |
| 5    | 3        | 3      | Boglárka Kapás            | Ungheria                      | 8'25"26  | Q    |
| 6    | 3        | 7      | Martina De Memme          | Italia                        | 8'26"95  | Q    |
| 7    | 3        | 6      | Andreína Pinto            | Venezuela                     | 8'27"03  | Q    |
| 8    | 4        | 3      | Chloe Sutton              | Stati Uniti                   | 8'27"41  | Q    |
| 9    | 3        | 4      | Jazmin Carlin             | Gran Bretagna                 | 8'27"48  |      |
| 10   | 2        | 3      | Jessica Ashwood           | Australia                     | 8'27"74  |      |
| 11   | 2        | 2      | Kristel Köbrich           | Cile                          | 8'29"32  |      |
| 12   | 4        | 2      | Shao Yiwen                | Cina                          | 8'29"71  |      |
| 13   | 3        | 2      | Alexandra Komarnycky      | Canada                        | 8'29"87  |      |
| 14   | 3        | 5      | Xu Danlu                  | Cina                          | 8'29"98  |      |
| 15   | 3        | 1      | Sarah Köhler              | Germania                      | 8'34"72  |      |
| 16   | 3        | 0      | Samantha Arevalo          | Ecuador                       | 8'35"99  |      |
| 17   | 4        | 6      | Eleanor Faulkner          | Gran Bretagna                 | 8'36"04  |      |
| 18   | 4        | 1      | Isabelle Härle            | Germania                      | 8'36"83  |      |
| 19   | 2        | 6      | Beatriz Gómez Cortes      | Spagna                        | 8'37"26  |      |
| 20   | 4        | 7      | Savannah King             | Canada                        | 8'40"35  |      |
| 21   | 2        | 1      | Julia Hassler             | Liechtenstein                 | 8'40"89  |      |
| 22   | 4        | 0      | Charetzeni Escobar        | Messico                       | 8'42"84  |      |
| 23   | 2        | 8      | Tjaša Oder                | Slovenia                      | 8'42"96  |      |
| 24   | 4        | 8      | Katya Bachrouche          | Libano                        | 8'50"08  |      |
| 25   | 3        | 9      | Khoo Cai Lin              | Malaysia                      | 8'51"87  |      |
| 26   | 3        | 8      | Carolina Queiroz          | Brasile                       | 8'52"10  |      |
| 27   | 4        | 9      | Virginia Bardach          | Argentina                     | 8'52"79  |      |
| 28   | 2        | 0      | Kyna Pereira              | Sudafrica                     | 8'54"10  |      |
| 29   | 2        | 9      | Andrea Basaraba           | Serbia                        | 8'58"04  |      |
| 30   | 1        | 6      | Valerie Gruest            | Guatemala                     | 8'59"70  |      |
| 31   | 1        | 4      | Benjaporn Sriphanomithorn | Thailandia                    | 9'05"32  |      |
| 32   | 1        | 3      | Lani Cabrera              | Barbados                      | 9'08"84  |      |
| 33   | 1        | 5      | Raina Ramdhani            | Indonesia                     | 9'10"75  |      |
| 34   | 1        | 2      | Daniela Miyahara          | Perù                          | 9'15"94  |      |
| 35   | 1        | 7      | Daniela Benavides         | Cuba                          | 9'38"20  |      |
| 36   | 1        | 8      | San Khant Khant Su        | Birmania                      | 10'03"20 |      |
| 37   | 1        | 1      | Monica Saili              | Samoa                         | 10'11"46 |      |
| 38   | 1        | 0      | Victoria Chentsova        | Isole Marianne Settentrionali | 10'14"63 |      |
|      | 2        | 7      | Camille Muffat            | Francia                       |          | DNS  |

### Finale
| Pos. | Corsia | Atleta           | Nazionalità   | Tempo   | Note                                    |
| ---- | ------ | ---------------- | ------------- | ------- | --------------------------------------- |
|      | 4      | Katie Ledecky    | Stati Uniti   | 8'13"86 | Record mondiale · Record dei campionati |
|      | 3      | Lotte Friis      | Danimarca     | 8'16"32 |                                         |
|      | 5      | Lauren Boyle     | Nuova Zelanda | 8'18"58 | Record oceaniano                        |
| 4    | 2      | Boglárka Kapás   | Ungheria      | 8'21"21 |                                         |
| 5    | 6      | Mireia Belmonte  | Spagna        | 8'21"99 |                                         |
| 6    | 8      | Chloe Sutton     | Stati Uniti   | 8'27"75 |                                         |
| 7    | 1      | Andreína Pinto   | Venezuela     | 8'29"37 |                                         |
| 8    | 7      | Martina De Memme | Italia        | 8'37"29 |                                         |